# Langdon Cheves
Langdon Cheves, född 17 september 1776 i Rocky River, South Carolina, död 25 juni 1857 i Columbia, South Carolina, var en amerikansk politiker (demokrat-republikan). Han var den 9:e talmannen i USA:s representanthus 1814-1815.
Cheves inledde 1797 sin karriär som advokat i Charleston, South Carolina. Han blev en mycket framgångsrik advokat och redan före 1808 tjänade mer än 20 000 $ i året, en hög inkomst för den tiden.
Han var ledamot av representanthuset från 31 december 1810 till 3 mars 1815. Han profilerade sig som en förespråkare för 1812 års krig och efterträdde Henry Clay som talman i januari 1814.
Cheves var ordförande för USA:s centralbank, Second Bank of the United States, 1819-1822. Han var en tidig förespråkare för Sydstaternas utträde ur USA. Han var delegat till Nashvillekonventet 1850 och förklarade sitt stöd för bildandet av Amerikas konfedererade stater. Ärendet bordlades då men tanken förverkligades elva år senare.